# 臨海公主 (晉朝)
临海公主（?—?），晋朝公主，晋惠帝司马衷和羊献容的女儿，《晋书》称她母亲是贾南风。
永嘉之乱中，公主被人卖给吴兴人钱温，钱温将公主作为奴婢送给了自己的女儿，公主被钱温之女虐待。公主自己跑到吴兴郡太守周札处表明身份，晋元帝于是杀死钱温父女，改封其为临海公主。嫁给宗正曹统。